# 火車便當大學
火車便當大學（日语：／ ekiben daigaku */?）是日本過往的流行語，用以嘲諷「一縣一大學政策」粗製濫造的末流國立大學。

## 起源
日本於1949年全面啟動新制大學改革。由於戰後資源不足，當局採行「師範、專科學校改制（合併）升級」的方式，在全國各地迅速量產「國立大學」。原本稀有的高等教育機構，變得像火車站一樣可隨意增設、密集普遍，日本社會因此盛傳「每個國鐵急行列車停靠站都有大學」。
其後，評論家大宅壮一提出名言：「凡是販賣火車便當的車站，就有一所新制大學」，成為坊間「火車便當大學」的由來。

## 背景
第二次世界大戰日本戰敗。在同盟國軍事佔領日本的背景下，當局認為軍部暴走的原因之一，是健全知識的絕對普及人數不足。因此，最終在駐日盟軍總司令（GHQ）道格拉斯·麥克阿瑟將軍主導的日本學制改革下，開始推行「一縣一國立大學」政策，高等教育在全國急速擴張。
然而，在戰後經濟破敗且嚴重通貨膨脹的背景下，新設大學只是將「專科學校」的招牌改成「大學」，體質並未改變，品質亦未提高。許多戰前培養師資的中學，紛紛成為師範學校，更被嘲諷為「二階級特進」（日本对于“殉职”的别称，日本自卫队成员或警员殉职后，一般会追授高出两级的职衔）。
儘管廣設大學已超過半世紀，但並未改變日本大學的實力版圖。源自戰前的傳統名校（原帝國大學系統、早慶、上智）仍被認為是最具實力的一流大學。

## 脚注
1. 1 2  駅弁大学を知っていますか 板坂元（日语：板坂元），《男の装い》，PHP研究所，平成10年7月27日第1版